# Turacoena
Turacoena là một chi chim trong họ Columbidae.